# Khvosh Mardān
Khvosh Mardān (persiska: خوش مردان) är en ort i Iran.   Den ligger i provinsen Khorasan, i den nordöstra delen av landet, 600 km öster om huvudstaden Teheran. Khvosh Mardān ligger 2 002 meter över havet och antalet invånare är 171.
Terrängen runt Khvosh Mardān är lite bergig.Runt Khvosh Mardān är det ganska glesbefolkat, med 29 invånare per kvadratkilometer. Närmaste större samhälle är Sheshtomad, 16,0 km nordost om Khvosh Mardān. Omgivningarna runt Khvosh Mardān är i huvudsak ett öppet busklandskap.